# Giuseppe Rescifina Messina 1998-1999
La stagione 1998-1999 della Giuseppe Rescifina Messina è stata la terza in cui ha preso parte alla massima serie nazionale del campionato italiano femminile di pallacanestro.
La società messinese è arrivata 2ª in Serie A1 e ha partecipato ai play-off. 

## Verdetti stagionali
Competizioni nazionali
- Serie A1:

stagione regolare: 2º posto su 14 squadre (22-4).
eliminata in semifinale dei playoff (2-2).

## Organigramma societario
Aggiornato al 31 dicembre 1998.
- Presidente: Antonino Rescifina
- Vice presidente: Antonino Piccolo
- General manager: Antonino Bevacqua
- Addetto stampa: Pietro Mazzù
- Dirigente addetto agli arbitri: Antonino De Marco
- Segretario: Letterio Delia

- Allenatore: Nino Molino
- Aiuto allenatore: Antonio Interdonato
- Preparatore atletico: Cirino, Gassalia, Galletta
- Medico sociale: Pierluigi Consolo
- Fisioterapista: Antonino Celeste

## Rosa
| Giocatori |
| --------- |

| N° | Naz.                 | Ruolo | Sportivo           | Anno | Alt. |  |
| -- | -------------------- | ----- | ------------------ | ---- | ---- |  |
|    | Russia (bandiera)    | C     | Elena Khoudachova  | 1965 | 195  |  |
|    | Rep. Ceca (bandiera) | A     | Eva Němcová        | 1972 | 187  |  |
|    | Italia (bandiera)    | G     | Michela Franchetti | 1976 | 175  |  |
|    | Italia (bandiera)    | P     | Anna Costalunga    | 1970 | 170  |  |
|    | Rep. Ceca (bandiera) | C     | Jana Neradová      | 1967 | 195  |  |
|    | Italia (bandiera)    | G     | Claudia Barzaghi   | 1973 | 176  |  |
|    | Italia (bandiera)    | AC    | Adriana Grasso     | 1974 | 190  |  |
|    | Italia (bandiera)    | A     | Marzia Antinori    | 1973 | 180  |  |
|    | Italia (bandiera)    | GA    | Stefania Paterna   | 1980 | 180  |  |
|    | Italia (bandiera)    | GA    | Katia Scionti      | 1975 | 180  |  |
|    | Italia (bandiera)    | P     | Emanuela Turrazzi  | 1980 | 175  |  |

| Under aggregate alla prima squadra |
| ---------------------------------- |

| N° | Naz.              | Ruolo | Sportivo     | Anno | Alt. |  |
| -- | ----------------- | ----- | ------------ | ---- | ---- |  |
|    | Italia (bandiera) | G     | Linda Scarci | 1980 | 176  |  |

## Statistiche
| Giocatrice  | Gare | Punti | Minuti | Falli | Falli | Tiri da due | Tiri da due | Tiri da due | Tiri da tre | Tiri da tre | Tiri da tre | Tiri liberi | Tiri liberi | Tiri liberi | Rimbalzi | Rimbalzi | Palle | Palle | Assist | Val. |
| Giocatrice  | Gare | Punti | Minuti | F     | S     | R           | T           | %           | R           | T           | %           | R           | T           | %           | O        | D        | P     | R     | Assist | Val. |
| ----------- | ---- | ----- | ------ | ----- | ----- | ----------- | ----------- | ----------- | ----------- | ----------- | ----------- | ----------- | ----------- | ----------- | -------- | -------- | ----- | ----- | ------ | ---- |
| Khoudachova | 26   | 473   | 960    | 58    | 58    | 187         | 320         | 58,4        | 10          | 19          | 52,6        | 69          | 80          | 86,3        | 64       | 173      | 61    | 57    | 18     | 571  |
| Nemcova     | 26   | 456   | 1004   | 59    | 108   | 139         | 283         | 49,1        | 31          | 74          | 41,9        | 85          | 104         | 81,7        | 38       | 116      | 72    | 81    | 27     | 489  |
| Franchetti  | 26   | 162   | 747    | 50    | 48    | 49          | 117         | 41,9        | 14          | 50          | 28,0        | 22          | 35          | 62,9        | 12       | 53       | 46    | 72    | 20     | 154  |
| Costalunga  | 20   | 153   | 705    | 43    | 51    | 28          | 61          | 45,9        | 24          | 54          | 44,4        | 25          | 36          | 69,4        | 5        | 58       | 44    | 44    | 23     | 173  |
| Neradova    | 25   | 134   | 688    | 71    | 40    | 49          | 137         | 35,8        | 2           | 5           | 40,0        | 30          | 41          | 73,2        | 27       | 71       | 25    | 28    | 8      | 110  |
| Barzaghi    | 22   | 107   | 416    | 43    | 62    | 31          | 65          | 47,7        | 1           | 15          | 6,7         | 42          | 67          | 62,7        | 9        | 29       | 41    | 28    | 18     | 96   |
| Grasso      | 16   | 74    | 206    | 37    | 24    | 29          | 65          | 44,6        | 0           | 0           |             | 16          | 30          | 53,3        | 11       | 18       | 24    | 9     | 5      | 30   |
| Antinori    | 19   | 57    | 297    | 29    | 20    | 10          | 24          | 41,7        | 9           | 23          | 39,1        | 10          | 16          | 62,5        | 6        | 19       | 20    | 28    | 2      | 49   |
| Paterna     | 14   | 29    | 87     | 10    | 8     | 11          | 30          | 36,7        | 0           | 0           |             | 7           | 12          | 58,3        | 2        | 3        | 10    | 9     | 0      | 7    |
| Scionti     | 12   | 7     | 66     | 7     | 6     | 3           | 17          | 17,6        | 0           | 0           |             | 1           | 8           | 12,5        | 6        | 4        | 4     | 6     | 0      | -3   |
| Turrazzi    | 9    | 1     | 24     | 0     | 4     | 0           | 2           | 0,0         | 0           | 0           |             | 1           | 2           | 50,0        | 0        | 0        | 3     | 4     | 0      | 3    |